# Elezioni presidenziali in Corea del Sud del 1992
Le elezioni presidenziali in Corea del Sud del 1992 si tennero il 18 dicembre; si trattò delle seconde elezioni democratiche.
Il candidato conservatore dell'estrema destra di Nuova Corea Kim Young-sam sconfisse il leader dell'opposizione Kim Dae-jung, a capo del Partito Democratico. Era la terza sconfitta di Kim alle elezioni presidenziali, perciò egli annunciò il proprio ritiro dalla politica; si sarebbe tuttavia ricandidato nel 1997, vincendo le elezioni.
L'affluenza si attestò all'81,9%.

## Risultati
| Kim Young-sam   | Partito della Nuova Corea             | 9 977 332  | 41,96 |  |  |  |  |  |
| Kim Dae-jung    | Partito Democratico                   | 8 041 284  | 33,82 |  |  |  |  |  |
| Chung Ju-yung   | Partito Nazionale dell'Unificazione   | 3 880 067  | 16,32 |  |  |  |  |  |
| Park Chan-jong  | Nuovo Partito per la Riforma Politica | 1 516 047  | 6,38  |  |  |  |  |  |
| Baek Gi-Wan     | Indipendente                          | 238 648    | 1,00  |  |  |  |  |  |
| Kim Ok-sun      | Indipendente                          | 86 292     | 0,36  |  |  |  |  |  |
| Lee Byeong-ho   | Partito Coreano per la Giustizia      | 35 739     | 0,15  |  |  |  |  |  |
| Totale          | Totale                                | 23 775 409 | 100   |  |  |  |  |  |
|                 |                                       |            |       |  |  |  |  |  |
| Voti non validi | Voti non validi                       | 319 761    | 1,33  |  |  |  |  |  |
| Votanti         | Votanti                               | 24 095 170 | 81,89 |  |  |  |  |  |
| Elettori        | Elettori                              | 29 422 658 |       |  |  |  |  |  |

### Risultati per suddivisione
| Provincia o città | Kim Young-sam DLP | Kim Young-sam DLP | Kim Dae-jung DP | Kim Dae-jung DP | Chung Ju-yung UPP | Chung Ju-yung UPP |
| Provincia o città | Voti              | %                 | Voti            | %               | Voti              | %                 |
| ----------------- | ----------------- | ----------------- | --------------- | --------------- | ----------------- | ----------------- |
| Seul              | 2.167.298         | 36,4%             | 2.246.326       | 37,7%           | 1.070.629         | 18,0%             |
| Pusan             | 1.551.473         | 73,3%             | 265.055         | 12,5%           | 133.907           | 6,3%              |
| Taegu             | 690.245           | 59,6%             | 90.641          | 7,8%            | 224.642           | 19,4%             |
| Incheon           | 397.361           | 37,3%             | 338.538         | 31,7%           | 228.505           | 21,4%             |
| Gwangju           | 14.504            | 2,1%              | 652.337         | 95,8%           | 8.085             | 1,2%              |
| Daejeon           | 202.137           | 35,2%             | 165.067         | 28,7%           | 133.646           | 23,3%             |
| Gyeonggi          | 1.254.025         | 36,3%             | 1.103.498       | 32,0%           | 798.356           | 23,1%             |
| Gangwon           | 340.528           | 41,5%             | 127.265         | 15,5%           | 279.610           | 34,1%             |
| Chungcheongbuk    | 281.678           | 38,3%             | 191.743         | 26,0%           | 175.767           | 23,4%             |
| Chungcheongnam    | 351.789           | 36,9%             | 271.921         | 28,5%           | 240.400           | 25,2%             |
| Jeollabuk         | 63.175            | 5,7%              | 991.483         | 89,1%           | 35.923            | 3,2%              |
| Jeollanam         | 53.360            | 4,2%              | 1.170.398       | 92,2%           | 26.686            | 2,1%              |
| Gyeongsangbuk     | 991.424           | 64,7%             | 147.440         | 9,6%            | 240.646           | 15,7%             |
| Gyeongsangnam     | 1.514.043         | 72,3%             | 193.373         | 9,2%            | 241.135           | 11,5%             |
| Jeju              | 104.292           | 40,0%             | 85.889          | 32,9%           | 42.130            | 16,1%             |